# 下泉站
下泉站（日语：／ Shimozumi eki */?）是位於靜岡縣榛原郡川根本町下泉，大井川鐵道的大井川本線車站。在2011年（平成23年）10月1日起，SL急行不再停此站。在2012年（平成24年）9月1日時間表修正起，下行川根路1號再次停靠此站。

## 歷史
- 1931年（昭和6年）2月1日 - 車站啟用。
- 2010年（平成22年）5月1日 - 成為無人車站。

## 車站構造
此站是地面車站，設有1面2線的島式月台和側線。此站是無人車站。

## 使用狀況
- 在2007年度，1日平均乘車人次為57人[1]。

## 車站周邊
- 大井川
- 川根本町營場
- 町立中川根南部小學
- 靜岡縣道77號川根寸又峽線（日语：静岡県道77号川根寸又峡線）
- 靜岡縣道263號春野下泉停車場線（日语：静岡県道263号春野下泉停車場線）
- 國道362號（日语：国道362号）

## 巴士路線
川根本町營巴士
- 淺瀨號
- 山翡翠號

## 圖庫

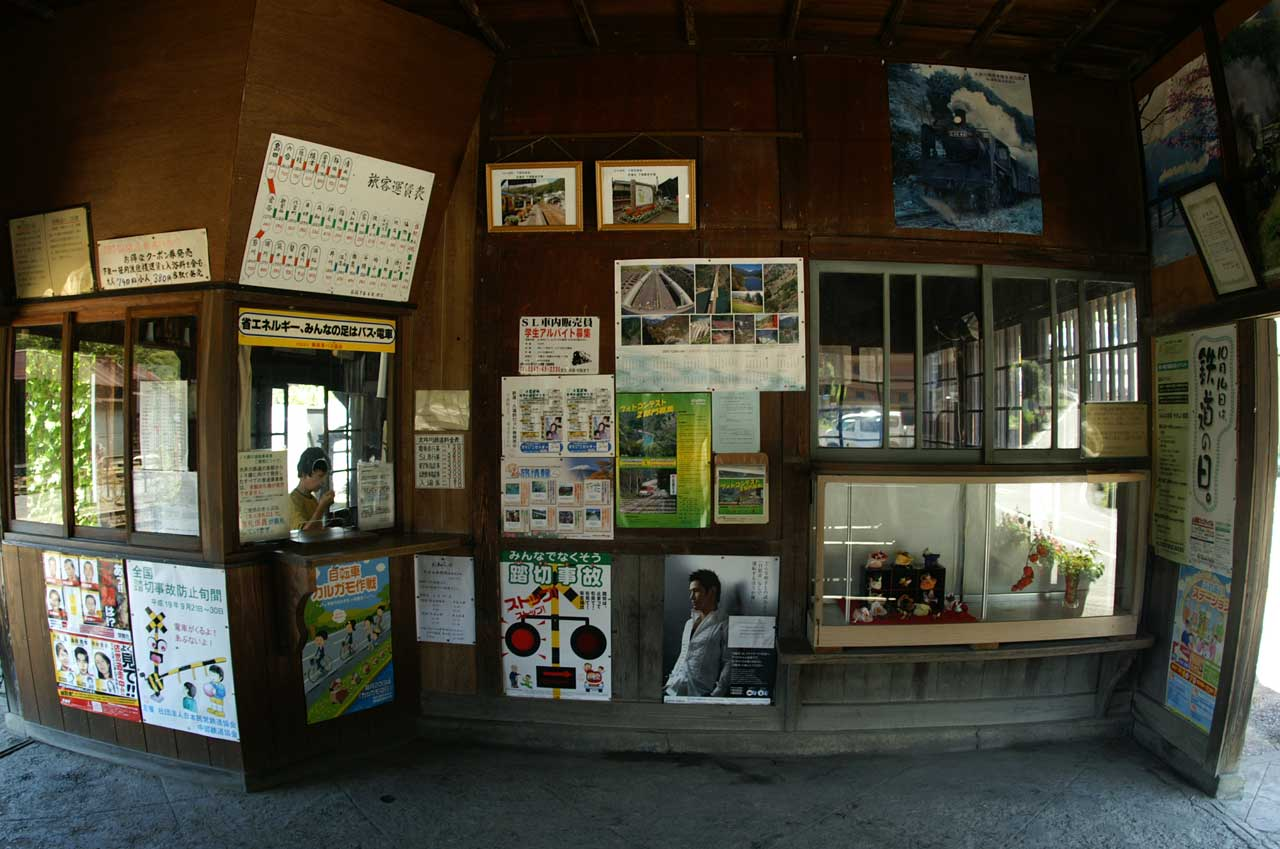
車站大樓內部
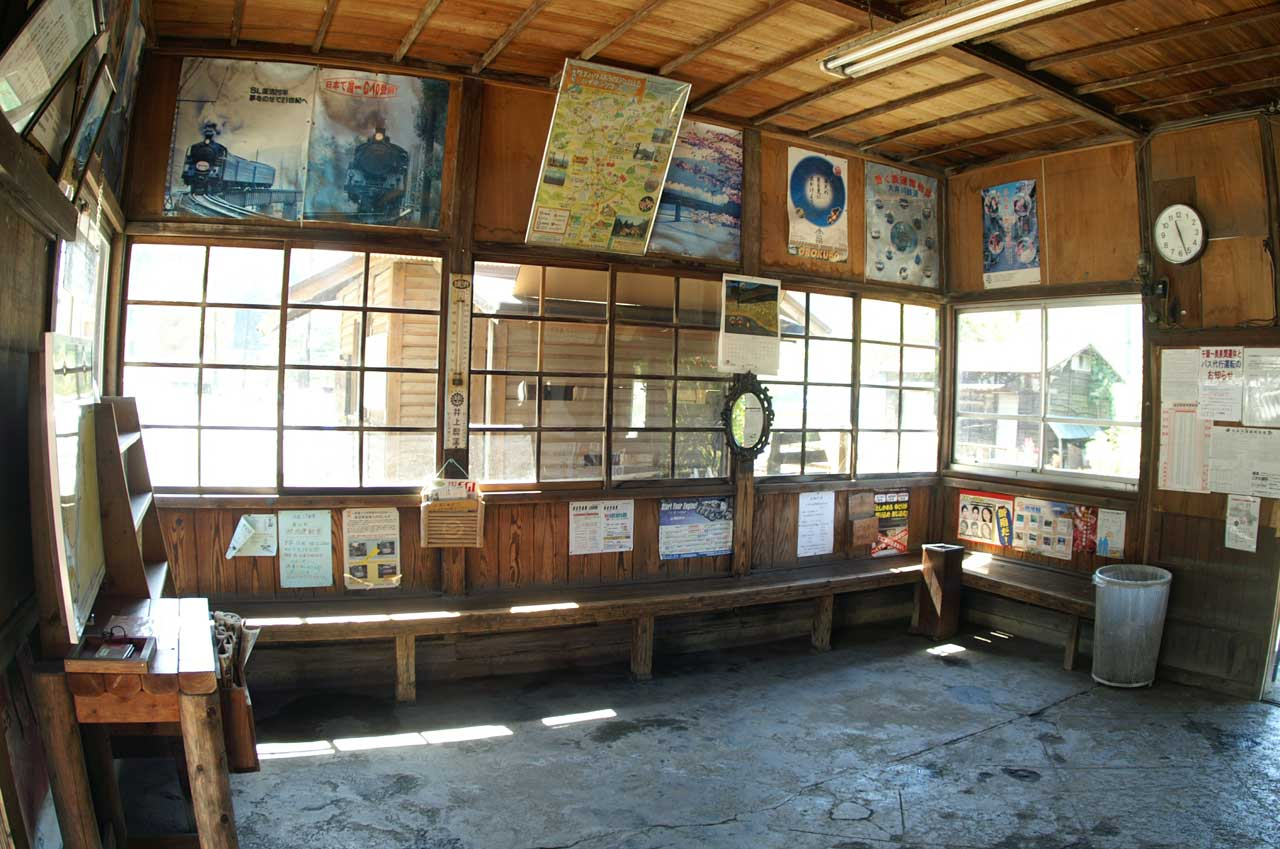
車站大樓內部
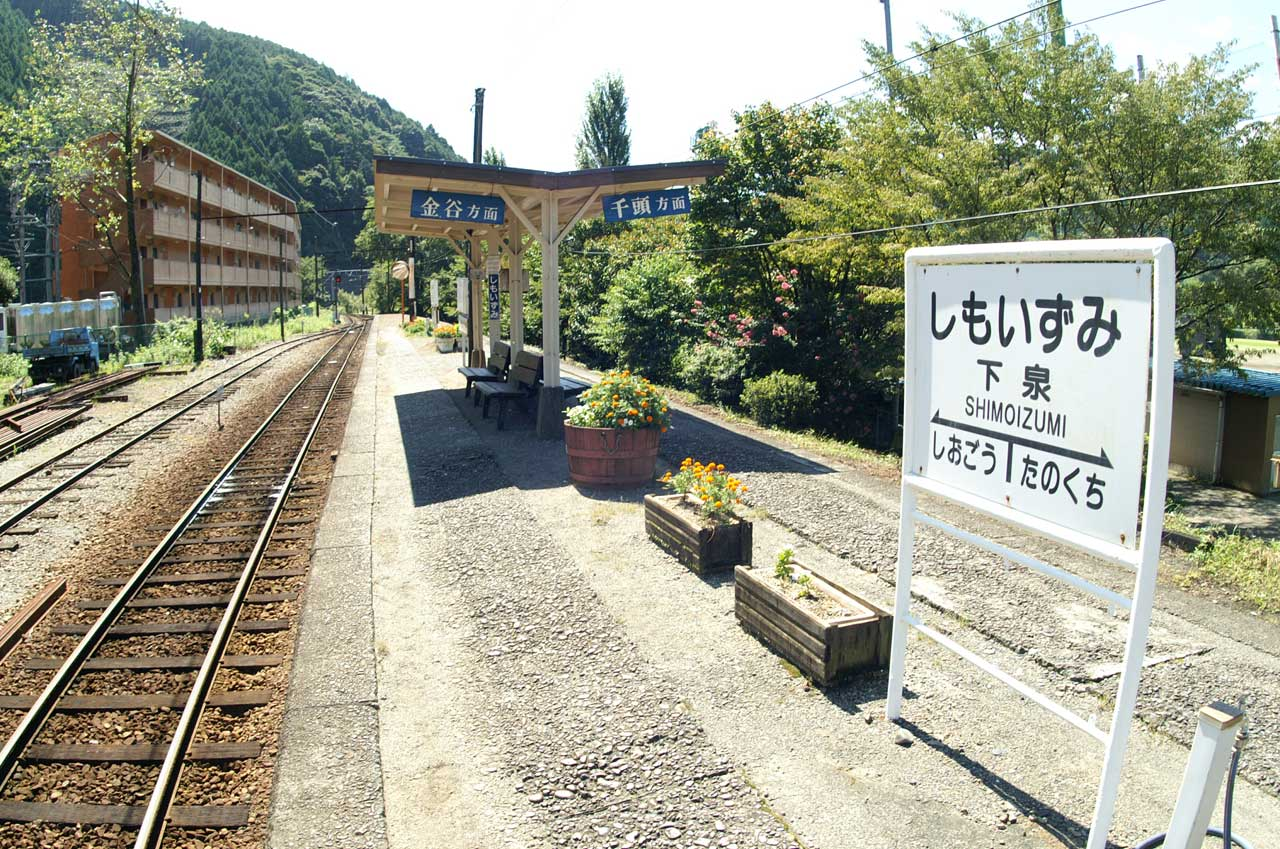
月台
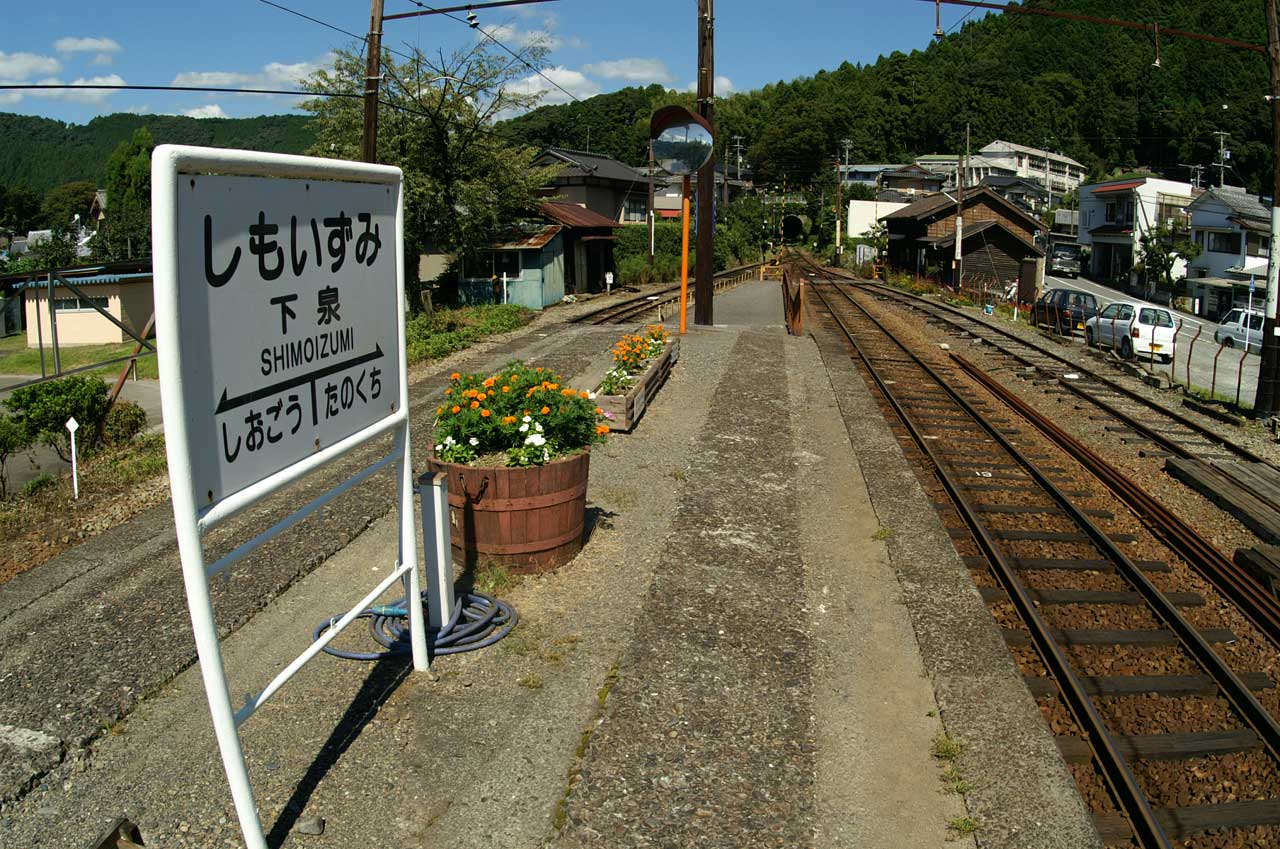
月台
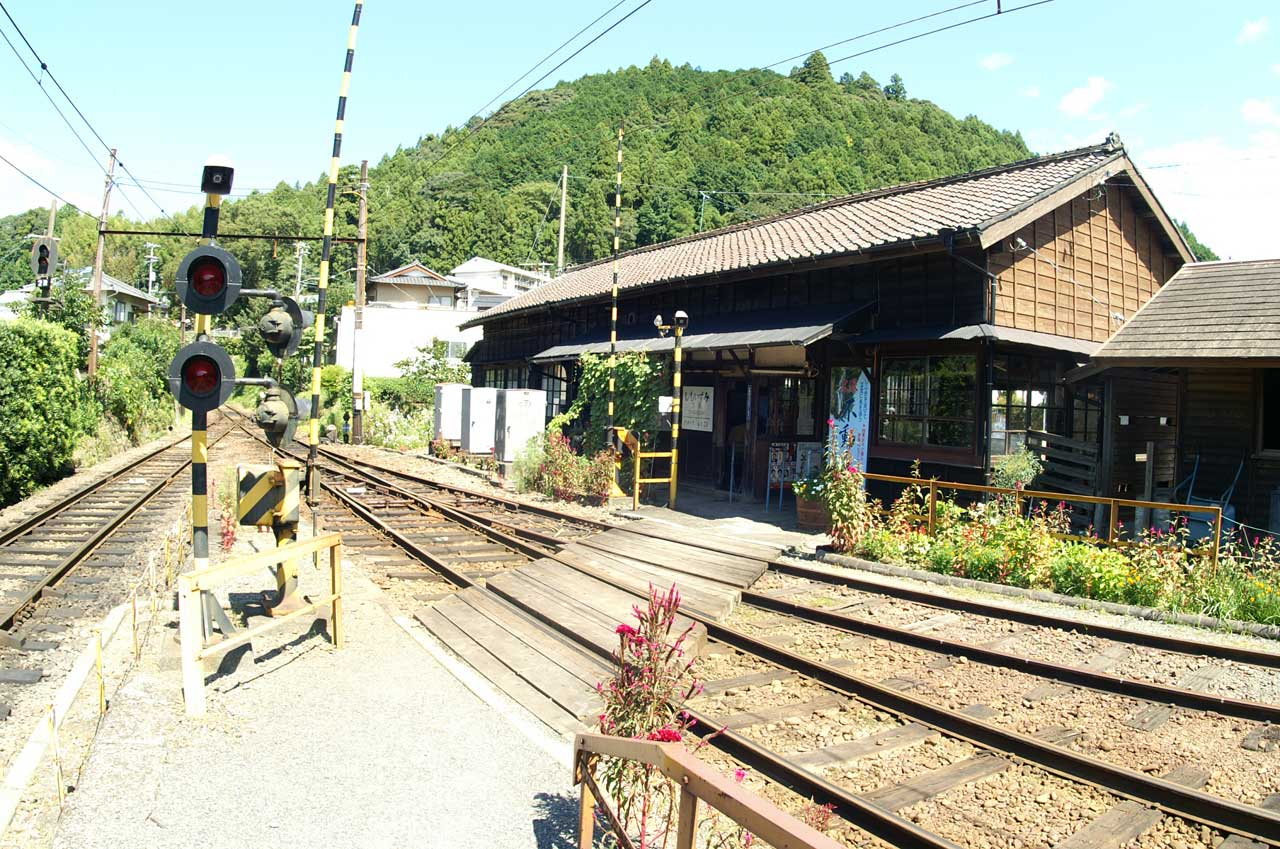
車站大樓（月台一方望向）
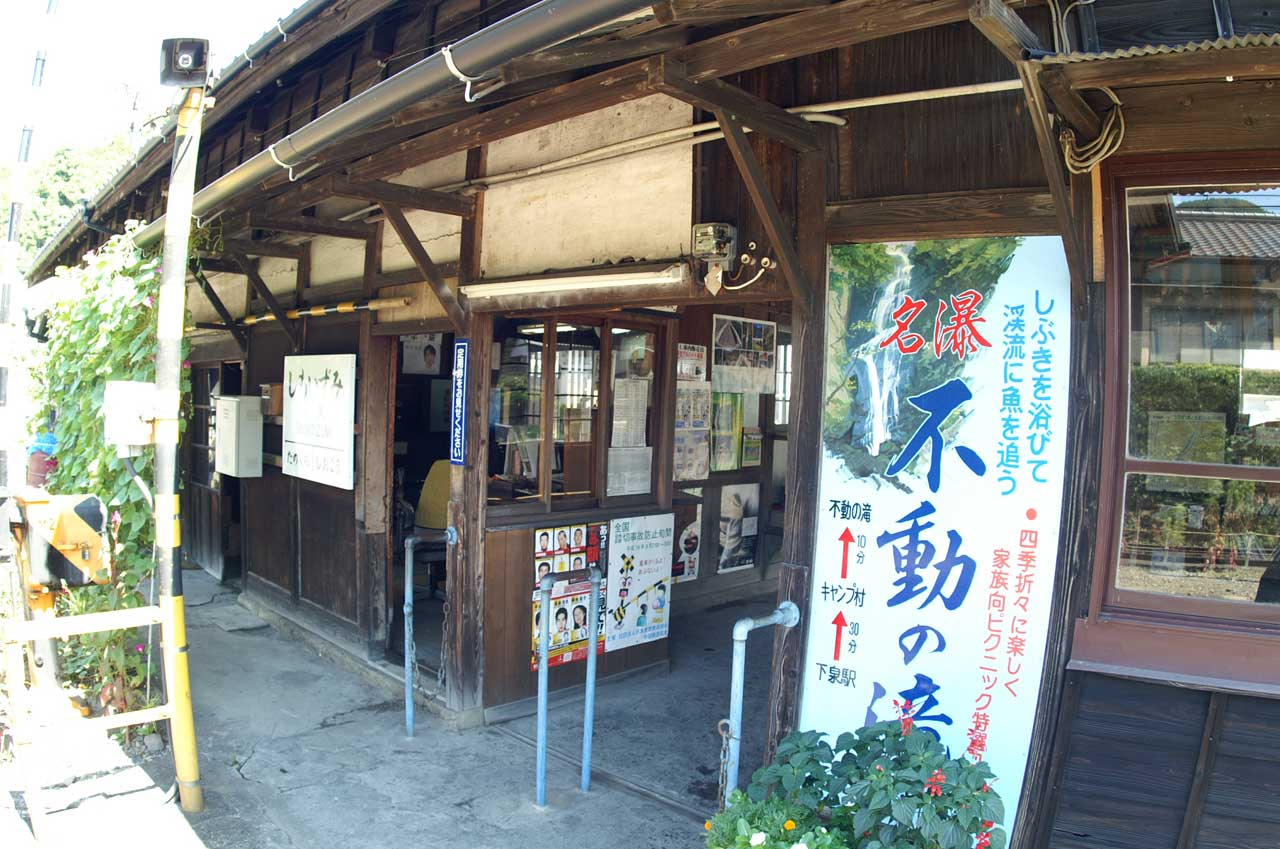
車站大樓（月台一方望向）

## 相鄰車站
大井川鐵道
大井川本線
鹽鄉－下泉－田野口

## 注腳
1. ↑  靜岡縣統計年鑑

## 外部連結
- 大井川鐵道 （页面存档备份，存于）（日語）